# 大阪市南部連続放火事件
大阪市南部連続放火事件（おおさかしなんぶれんぞくほうかじけん）とは、2003年（平成15年）1月から5月にかけて、大阪市阿倍野区、東住吉区、住之江区、西成区を中心とした大阪市南部地域で発生した連続放火事件である。

## 事件概要

### 事件発生から犯人逮捕まで
2003年（平成15年）1月から5月にかけて、大阪市阿倍野区、東住吉区、住之江区、西成区、平野区、住吉区で深夜の寝静まった時間帯に民家や民家のガレージ等が連続して放火される事件が発生し、その件数は約140件にも及んだ。
同地域では、1月から4月までに約100件の不審火による火災が発生し、5月に入り、犯行はエスカレートし、連日複数件の不審火による火災が続いた。更に5月12日午前4時頃に発生した東住吉区北田辺1丁目のJR西日本阪和線高架下での不審火による火災では、阪和線（美章園-南田辺間）の信号通信ケーブルを損傷させ、始発からの上下線15本が運休し、約2,500人に影響を及ぼすに至った。大阪府警察は、5月中旬に約300人態勢での夜間警戒を決定し、事件解決に挑んだ。そして、5月17日に発生した西成区での不審火の直後に犯人と思われる赤いマウンテンバイクの男がビデオに撮影された。その12日後の5月29日、警戒中であった阿倍野警察署員が赤いマウンテンバイクに乗った男を見つけ、職務質問をすると犯行を自供したため、大阪府警察捜査1課は同日、東住吉区の民家のガレージを放火しようとしていたとして、当時40歳、無職の男を放火未遂容疑で逮捕し、事件は解決に至った。

### 犯人像
犯人の男は、髪を金色に染め、服装も若造りし、犯行に使用した赤のマウンテンバイクは、バックミラーを2つ、ライトを7つ取り付け、雨傘をセットできるように改造を施し、犯行に及んでいた。合わせて、強風の中でも点火が可能な強い火炎が出る「ターボライター」を3つ所持していた。捜査にあたった大阪府警察関係者は、マスコミの取材に対して「古ぼけた一軒家に寝たきりの老母と2人暮らし。もう何年も定職に就いていない。見るからに気の弱いタイプ。小さい頃からイジメられっ子で、中年になっても昔の仲間にカネを脅し取られていた。40年間、息を潜めて生きてきて、それが爆発したんではないだろうか」とコメントしている。

### 逮捕後
大阪府警察捜査本部による取り調べで、大阪市南部で発生した一連の放火について、「自分がやった」、「100 件ぐらい火を付けた、うっぷん晴らしでやった」と供述したが、死傷者が出た火災も含まれる大阪府松原市等の不審火については関与を否定した。そして、2003年（平成15年）7月24日に大阪地方裁判所にて開かれた事件の初公判で、被告の男は「間違いない」と起訴事実を認めた。

### 事件規模
大阪市南部では、1976年（昭和51年）11月から1977年（昭和52年）1月にかけて、サラ金の借金苦から精神的に追い詰められ、犯行に及んだ当時25歳の男による阿倍野区、住吉区、大阪府堺市等での約30件の連続放火事件の規模を上回る過去最悪の連続放火事件であった。

## 略史
- 2003年（平成15年）1月～4月 - 大阪市阿倍野区、東住吉区、平野区、住之江区、西成区地域で約100件の不審火による火災が発生
- 2003年（平成15年）5月12日 - 平野区と東住吉区の半径約2.5キロの範囲で不審火による火災が5件発生
- 2003年（平成15年）5月12日 - 午前4時に東住吉区北田辺1丁目で起きた不審火により、JR西日本阪和線の信号通信ケーブルが損傷。
　　　　　　　　　　　　　　　　　　　　始発からの上下線15本が運休する等約2,500人に影響を及ぼす
- 2003年（平成15年）5月16日 - 16日深夜から17日未明にかけて、東住吉区、住之江区、東成区、西成区で不審火による火災が6件発生。
　　　　　　　　　　　　　　　　　　　　西成区での不審火の発生直後、赤いマウンテンバイクの男がビデオに撮影される
- 2003年（平成15年）5月18日 - 東住吉区で路上停車中の自家用車が不審火により炎上
- 2003年（平成15年）5月19日 - 阿倍野区で不審火による火災が3件発生
- 2003年（平成15年）5月22日 - 東住吉区、平野区で不審火による火災が8件発生
- 2003年（平成15年）5月23日 - 未明に東住吉区、平野区で不審火による火災が6件発生
- 2003年（平成15年）5月26日 - 午前4時頃、西成区で不審火による火災が発生
- 2003年（平成15年）5月29日 - 大阪府警捜査1課により、当時40歳、無職、男が放火未遂容疑で逮捕される[1]
- 2003年（平成15年）6月18日 - 逮捕された犯人が逮捕容疑及び他の約100件の放火事件の犯行を認める。現住建造物放火容疑で再逮捕
- 2003年（平成15年）7月24日 - 大阪地方裁判所にて事件初公判が行われる。

## 事件発生当時、報道された被害
| 発生年月日 （時間帯）                        | 場所                | 被害 |
| -------------------------------------------- | ------------------- | --- |
| 2003年（平成15年）5月12日 午前3：55頃        | 東住吉区駒川1丁目   | 繊維卸会社の倉庫兼事務所の一部が炎上 |
| 2003年（平成15年）5月12日 午前4：00頃        | 東住吉区北田辺1丁目 | 発泡スチロールから出火し、木造2階建ての店舗兼住宅約60平方メートルを全焼。 加えて、JR西日本阪和線の美章園-南田辺間の信号通信ケーブル1本が損傷し、 翌朝、上下線15本が運休し、約2,500人に影響を及ぼす。 |
| 2003年（平成15年）5月12日 未明               | 平野区              | 民家3軒が炎上 |
| 2003年（平成15年）5月15日 午後11：10頃       | 住之江区            | オートバイのシートカバー炎上 |
| 2003年（平成15年）5月16日 午前2：15頃        | 東成区              | マンション駐輪場で自転車等7台炎上 |
| 2003年（平成15年）5月16日 未明               | 西成区天下茶屋東    | 民家2軒のガレージ内の雑品が炎上 |
| 2003年（平成15年）5月16日 未明               | 阿倍野区            | 民家ガレージで乗用車1台が炎上 |
| 2003年（平成15年）5月17日 午前2：40頃        | 東住吉区針中野      | 路上にあった段ボールから出火し、木造二階建て住宅延べ約370平方メートルのうち 約160平方メートルが燃失                                                                                                  |
| 2003年（平成15年）5月17日 夕方               | 東住吉区針中野1丁目 | 会社倉庫が炎上 |
| 2003年（平成15年）5月18日 午前5：30頃        | 東住吉区中野4丁目   | 普通乗用車1台が全焼 |
| 2003年（平成15年）5月18日 午前4：00頃        | 西成区津守          | 木造3階建て住宅のガレージ内の段ボールから出火し、約30平方メートルを焼失 |
| 2003年（平成15年）5月19日 午前3：55頃        | 阿倍野区阪南町1丁目 | マンションのゴミ集積場でゴミが炎上 |
| 2003年（平成15年）5月19日 午前4：00頃        | 阿倍野区阪南町      | 民家のガレージで自転車、車椅子が炎上 |
| 2003年（平成15年）5月19日 午前4：50頃        | 阿倍野区阪南町      | 商店街の壁が炎上 |
| 2003年（平成15年）5月22日 午前1：00～3：30頃 | 東住吉区、平野区    | 民家など計8件の不審火による火災発生 |